# NK Železničar Maribor
NK Železničar Maribor  je nogometni klub iz Maribora. Ustanovljen je bil leta 1927. Domuje na stadionu Športni Park Tabor v Mariboru.
Je drugi najuspešnejši nogometni klub v Mariboru. V sezoni 1991/92 je igral v 1.SNL.

## Zgodovina
SK  Železničar Maribor je bil ustanovljen leta 1927.Nogometaši so si že leta 1927 z veliko požrtvovalnostjo in prostovoljnim delom ter s pomočjo železnice zgradili svoje prvo igrišče nasproti železničarske kolonije, med današnjo dvorano Tabor in drsališčem. Prvo uradno tekmo so odigrali  7. avgusta 1927 s SK Mercurjem in zmagali s 5:1. 

### Nov stadion ob Tržaški cesti
Leta 1932 se je ob pomoči Delavnic jugoslovanskih železnic in Kurilnice v trikotu (narečno »Ajnšnitu« ali Lešu) Koroške železnice in Tržaške ceste začela gradnja novega stadiona Športnega društva Železničar. Športni objekti so obsegali travnato nogometno igrišče z atletsko stezo in leseno tribuno za okrog 1800 gledalcev s slačilnicami in sanitarijami s toplo vodo. Čeprav je bil stadion v delni uporabi že leta 1932, je bila slovesna otvoritev šele 8. septembra 1935, ko je bila svojemu namenu predana še tribuna z vsemi pripadajočimi prostori pod njo. Otvoritev je bila popestrena z nogometnim turnirjem, na katerem so poleg domačih nogometašev sodelovali še ljubljanski moštvi Ilirija in Primorje ter HAŠK iz Zagreba. Nogometaši Železničarja so z izredno igro in zmagami nad vsemi tremi nasprotniki navdušili okoli 2.500 mariborskih ljubiteljev nogometa. 
Stadion ob Tržaški cesti je bil v tridesetih letih dvajsetega stoletja eden najlepših v Kraljevini Jugoslaviji.
Prvi naslov slovenskega prvaka je NK  Železničar osvojil v sezoni 1936/1937. Če damo pod drobnogled obdobje od leta 1927 do 1940, ugotovimo, da je Železničar osvojil dva naslova slovenskega prvaka, da je moštvo zorelo trinajst let in da je bilo tik pred drugo svetovno vojno v vrhu slovenskega nogometa. Žal je vojna temu moštvu preprečila še večji vzpon. Štirje ključni igralci zmagovitega moštva iz sezone 1939/1940 so v vojni izgubili življenje, nekaj jih je odšlo v partizane, nekaj pa jih je bilo izseljenih v taborišča v Srbijo in Hrvaško.
Prvo tekmo po osvoboditvi so nogometaši SFD Železničar odigrali 11. avgusta leta 1945 na igrišču ob Tržaški cesti proti NK Trst in zmagali z 2:1 (2:0). Za Železničar so na tej tekmi igrali Šešerko, Bogomir Gomolj, Franc Frangež, (Antonič), Oto Turk, Slavko Kanič, Jože Krasnik, Ogrizek, Jože Bosina, Karel Pocajt, Čebulj, Fekter, zadetka pa sta dosegla Fekter in Čebulj.

### ŽNK Maribor
Od jeseni 1955 do 1962 je Železničar nastopal pod imenom ŽNK Maribor. Leta 1963 je društvo zaradi gradnje novega mostu prek Drave in povezave z novozgrajeno cesto izgubilo nogometno igrišče in vse druge športne objekte ter dejavnost preselilo na Poljane, v bližino nekdanjega »starega« igrišča pri železničarskem naselju Kolonija. ŽNK Maribor je jeseni leta 1958 igral v osmini finala tekmovanja za pokal NZ Jugoslavije ter v Splitu z 1:4 (1:1) izgubil s tedanjim zveznim prvoligašem Splitom.

### Pokalni prvaki Slovenije
Novembra 1960 je v finalni tekmi za pokal NZ Slovenije ŽNK Maribor s 4:0 (1:0) premagal Ljubljano, po dva zadetka pa sta dala Anton Lupše in Milan Arnejčič. Za ŽNK Maribor so igrali Edvard Šoštarič (Herbert Vabič), Štefan Tolič, Oto Degen, Franc Kek, Vinko Krejač, Hubert Reininger, Anton Lupše, Teobald Vidic, Milan Arnejčič, Anton Čeh in Karel Breznik.

### Mladinci prvaki Slovenije
Mladinsko moštvo pod vodstvom trenerja Franca Štiftarja je v sezoni 1962/1963 osvojilo naslov slovenskega prvaka. Zanj so v prvenstvu igrali Jože Kampl, Jože Ilc, Mirko Perša, Karel Malek, Leopold Polegek, Ivo Žižek, Branko Kmetič, Marjan Rupnik, Milan Logar, Franc Maučič, Bojan Povhe, Miro Jenšac, Vlado Čobec, Anton Lipoglavšek in Boris Hausmajster. Mladinci Železničarja so v sezoni 1963/1964 pod vodstvom trenerja Franca Štiftarja in njegovega pomočnika Ernesta »Neste« Frangeža drugič zapovrstjo osvojili naslov slovenskega prvaka.

### Odprtje novega igrišča v športnem parku Tabor
Leta 1963 je društvo zaradi gradnje novega mostu prek Drave in povezave z novozgrajeno cesto izgubilo nogometno igrišče in vse druge športne objekte ter dejavnost preselilo na Poljane, v bližino nekdanjega »starega« igrišča pri železničarskem naselju Kolonija. Igralski kader so sestavljali Anton Lovrenčič, Franc Gutmaher, Oto Pohorec, Anton Lupše, Borivoj Ferš, Teo Wagner, Vinko Breznik, Oto Degen, Anton Kop. Prvo avgustovsko soboto in nedeljo leta 1967 je bil ob otvoritvi novega igrišča v športnem parku Tabor priložnostni turnir, s katerim je društvo proslavilo tudi 40-letnico obstoja NK Železničar. Zmagal je Maribor pred zagrebško Lokomotivo, Ljubljano in Železničarjem.
Avgusta 1967 je bil ob odprtju novega igrišča v športnem parku Tabor priložnostni turnir, s katerim je društvo tudi proslavilo 40 let obstoja; Zmago Gomzi, vratar Železničarja, med uspešnim posredovanjem v kazenskem prostoru. 

### Tretjič slovenski prvaki in uvrstitev v II. zvezno ligo Jugoslavije
V sezoni  1968/1969 je Železničar osvojil 31 točk in končal prvenstvo kot prvak slovenske lige. Železničar se je tako uvrstil v II. zvezno jugoslovansko ligo. Igralski kader, ki ga je imel na voljo trener Teobald Vidic, so tvorili: Jože Virt, Stanko Marko, Slobodan Pejić, Oto Pohorec, Mirko Perša, Mirko Virt, Tomaž Lupša, Vili Planko, Drago Matjašič, Martin Berendijaš, Marjan Rupnik, Oto Munda, Josip Matjašec, Jože Karmel, Tomaž Mlakar, Štefan Tolič, Vlado Čobec, Drago Rečnik, Branko Šket, Branko Horjak, Ivan Purgaj, Radoslav Pejić, Anton Lipoglavšek, Vladimir Lešnik, Franc Kekec, Adolf Kapš, Karel Breznik, Ivo Muhič, Hranilović, Šolić, Djapić.
Prvo tekmo v II. zvezni ligi zahod je Železničar odigral 24. avgusta leta 1969 proti Šibeniku, rezultat pa je bil 0:0. V jesenskem delu sezone 1969/1970 je na vrhu lestvice prezimil Karlovac s 25 točkami, Železničar na desetem mestu pa jih je osvojil 13. Jesenski del prvenstva v sezoni 1970/1971 je dobila Rijeka s 24 točkami, Železničar pa jih je osvojil 16 in na lestvici prezimil na šestem mestu. V sezoni 1971/1972 je Železničar zasedel zadnje mesto in izpadel iz II. zvezne lige.

### Četrti naslov slovenskega prvaka 1972/1973
Železničar je leta 1973 z 32 točkami  že četrtič osvojil naslov slovenskega prvaka.                 
Leta 1980 je NK Železničar igral v finalu tekmovanja za pokal NZS proti Slovanu iz Ljubljane. Prva tekma v Mariboru se je končala brez zmagovalca, rezultat tekme 1 : 1, zadetek za NK Železničar je dosegel Matjaž KEK, povratna tekma v Ljubljani se je končala z 2 : 1 za NK Slovan.

### Uspešna leta mladinskega nogometa
Leta 1979 je mladinsko moštvo Železničarja pod vodstvom trenerja Leopolda Polegeka in tehničnega vodje Mirka Virta drugič zapovrstjo osvojilo naslov slovenskega prvaka.
Mladinci Železničarja so leta 1983 tretjič igrali v četrtfinalu tekmovanja za pokal NZ Jugoslavije. V športnem parku Tabor so 27. marca z 0:1 izgubili proti Sutjeski iz Nikšića. Tekmo je spremljalo neverjetnih 1500 gledalcev.
Jeseni 1983 so se spet izkazali mladinci Železničarja. Že tretjič zapored so osvojili Titov pokal v tekmovanju med slovenskimi klubi. V finalni tekmi, 9. septembra, so v Kranju po izvajanju 11-metrovk s 4:3 premagali vrstnike Izole.
Ta uspeh so dosegli Boris Grašič, Darko Majer (Sandi Cvetko), Darko Habuš, Matej Polegek, Janez Mlakar, Matjaž Munda, Vojko Levar, Aleksander Marčinko (Boris Tolič), Vojko Ornik, Božo Knuplež, Zlatko Lorenčič. Treniral jih je Leopold Polegek.
Mladinci Železničarja so 24. marca 1984 igrali četrtfinalno tekmo za pokal NZ Jugoslavije in na stadionu v športnem parku Tabor z zadetki Matjaža Munde, Mateja Polegeka in Janeza Mlakarja s 3:0 (2:0) premagali Budučnost iz Peći. Čez tri tedne, 14. aprila, so mladinci Železničarja, prav tako v športnem parku Tabor, igrali polfinalno tekmo proti vrstnikom skopskega Vardarja. Uspešnejši so bili makedonski nogometaši, ki so zmagali z 2:0 (1:0).

## Samostojna Slovenija
Poleti leta 1991 je nogometne kolektive doletelo veliko sprememb. Slovenija je postala samostojna država in prišlo je do ustanovitve državne nogometne lige, v kateri je igralo kar 21 klubov. Jeseni 1991 je Železničar nastopal v 14-članski II. nogometni ligi Republike Slovenije, kakor se je imenovala, trener moštva ja bil Jože Karmel, njegov pomočnik Štefan Tolič. Spomladanski del prvenstva leta 1992 se je za Železničar, ki ga je vodil trener Jože Karmel, končal odlično, saj je s 36 točkami osvojil naslov prvaka v II. slovenski ligi vzhod. Potem ko je leta 1987, ob 60-letnici obstoja ŽŠD Maribor, Železničar izpadel iz prvoligaške konkurence, se je pet let pozneje, leta 1992, ob praznovanju 65-letnice ŽŠD Maribor, vrnil v elitno slovensko nogometno ligo.
Prvenstvo v 18-članski prvi slovenski ligi se je začelo sredi avgusta. Prvi del prvenstva. se je končal novembra, na vrhu lestvice je bila NKOlimpija s 25 točkami, Železničar pa jih je osvojil 12, kar je zadoščalo za 15. mesto na lestvici. Spomladi leta 1993 je Železničar čakal trd boj za obstanek v prvi ligi. Po prvenstvu - končalo se je ob koncu junija - se je Železničar spet znašel v II. slovenski ligi. Naslov prvaka je z 52 točkami osvojila NK Olimpija, med štirimi klubi, ki so izpadli iz prvoligaške druščine, pa je bil tudi Železničar; osvojil je 20 točk in 17., predzadnje mesto.

## Nogometna šola
Njihova nogometna šola obsega moštva vse od U-6 do U-18.

## Navijači
Navijači kluba so znani kot Railroaders Maribor.

## Ligaški in pokalni rezultati
| Season  | Liga           | Position   | Pts     | P  | W  | D | L  | GF | GA | Pokal          |
| ------- | -------------- | ---------- | ------- | -- | -- | - | -- | -- | -- | -------------- |
| 1991/92 | 2.SNL          | 1          | 36      | 26 | 14 | 8 | 4  | 38 | 19 | 1/16           |
| 1992/93 | 1.SNL          | 17         | 20      | 34 | 6  | 8 | 20 | 30 | 62 | 1/16           |
| 1993/94 | 2.SNL          | 13         | 24 (-1) | 30 | 10 | 5 | 15 | 36 | 50 | 1/16           |
| 1994/95 | 2.SNL          | 10         | 31      | 30 | 13 | 5 | 12 | 43 | 47 | x              |
| 1995/96 | 2.SNL          | 5          | 44      | 29 | 13 | 5 | 11 | 51 | 47 | 1/16           |
| 1996/97 | 2.SNL          | 9          | 37      | 29 | 10 | 7 | 12 | 37 | 33 | Round of 16    |
| 1997/98 | 2.SNL          | 4          | 51      | 30 | 14 | 9 | 7  | 52 | 39 | Round of 16    |
| 1998/99 | 2.SNL          | 3          | 54      | 30 | 15 | 9 | 6  | 58 | 30 | x              |
| 1999/00 | 2.SNL          | 5          | 53      | 30 | 16 | 5 | 9  | 47 | 32 | Round of 16    |
| 2000/01 | 2.SNL          | 10         | 37      | 29 | 10 | 7 | 12 | 40 | 49 | 1/16           |
| 2001/02 | 2.SNL          | 10         | 39      | 30 | 11 | 6 | 13 | 37 | 44 | Quarter-finals |
| 2002/03 | 2.SNL          | 16         | 18      | 30 | 4  | 6 | 20 | 23 | 69 | Round of 16    |
| 2003/04 | 3.SNL          | 5          | 43      | 26 | 13 | 4 | 9  | 60 | 41 | 1/16           |
| 2004/05 | 3.SNL          | 11         | 30      | 26 | 8  | 6 | 12 | 35 | 45 | Second round   |
| 2005/06 | 3.SNL          | 11         | 25      | 26 | 6  | 7 | 13 | 31 | 51 | x              |
| 2006/07 | 3.SNL          | 12         | 29      | 26 | 9  | 2 | 15 | 32 | 50 | x              |
| 2007/08 | Štajerska liga | 13         | 21      | 26 | 7  | 0 | 19 | 38 | 87 | x              |
| 2008/09 | 1.MNZ Maribor  | 3          | 45      | 26 | 13 | 6 | 7  | 60 | 38 | x              |
| 2009/10 | 1.MNZ Maribor  | 2          | 55      | 26 | 17 | 4 | 5  | 90 | 26 | First round    |
| 2010/11 | 1.MNZ Maribor  | 11         | 30      | 26 | 9  | 3 | 14 | 44 | 61 | x              |
| 2011/12 | 1.MNZ Maribor  | 4          | 41      | 26 | 14 | 1 | 11 | 64 | 50 | x              |
| Skupaj  | 1.SNL          | 0 Naslovov | 20      | 34 | 6  | 8 | 20 | 30 | 62 | 0 Pokalov      |

*Najboljši izidi so označeni.

## Znani nekdanji igralci
| Slovenija - Milan Arnejčič - Marko Barun - Peter Breznik - Primož Brumen - Elvedin Džinič - Peter Franci - Gorazd Gorinšek - Branko Horjak - Amir Karič - Jože Karmel | - Vladimir Kokol - Rok Kronaveter - Matej Miljatovič - Tomaž Murko - Ante Šimundža - Žikica Vuksanovič - Boštjan Žnuderl - Dejvi Pavlin - Slobodan Pejić - Damir Pekič - Esad Pirc - Iztok Pipenbaher - Miha Pitamic - Uroš Peršon - Renato Kotnik | - Peter Plošnik - Leopold Polegek - Dejan Purišič - Matej Šnofl - Duško Vickovič - Tomaž Vršič - Suad Filekovič - Dejan Germič - Liridon Osmanaj Makedonija - Milko Gjurovski Srbija - Nebojša Vučićević |